# Baróti Szabó Dávid
Baróti Szabó Dávid (Barót, 1739. április 10. – Virt, 1819. november 22.) magyar költő és nyelvújító, jezsuita, később világi pap és tanár.

## Élete
Az alapvető képzés (rétori osztály) elvégzése után, 1757. november 30-án belépett a jezsuita rendbe (Jézus Társasága). Újoncéveit (noviciátus) Trencsénben végezte, majd 1759 és 1760-ban latin és ógörög nyelvtudását fejlesztette tovább, hogy majd Székesfehérvárott a gimnázium első osztályának tanára legyen. 1760 és 1763 között filozófiát hallgatott Nagyszombatban a jezsuiták híres egyetemén. 
1763–64-ben, Kolozsvárott a gimnázium második osztályában tanított és a papnevelő intézet (szeminárium) felügyelője volt. 1764–65-ben a költészet tanára Egerben, valamint a tanulók vasárnapi hitszónoka. Teológiai tanulmányait 1765 és 1770 között végzi Kassán, amelynek végén pappá szentelték. 1770–71-ben a nagyváradi gimnáziumban a költészet- és szónoklattan tanára, a tanulók congregatiójának igazgatója, és a rendház történetírója. 1772–73-ban Besztercebányán töltötte a harmadik próbaévet. Ebben az évben tiltották be a jezsuita rendet, amit követően Baróti Szabó Dávidot, mint az esztergomi főegyházmegyébe osztott papot ideiglenesen Komáromba a szónoklattan tanítására rendelték. 
1777-ben Kassára nevezték ki a felső osztályok tanítására. 1779-ben Kassán megismerkedik Kazinczy Ferenccel és Batsányi Jánossal, akikkel kiadja a Magyar Museumot, az első magyar nyelvű irodalmi folyóiratot. Felső osztálytanítói állásában 1799-ig maradt, ekkor nyugállományba vonult. Irodalmi törekvéseinek jutalmaképpen Ferenc királytól 600 forintnyi nyugdíjat kapott és egykori tanítványa, györkényi Pyber Benedekhez, régi barátja és pártfogója P. Ferenc, Komárom vármegye főjegyzője fiához költözött Virtre, ahol élete utolsó két évtizedét töltötte.

## Irodalmi tevékenysége

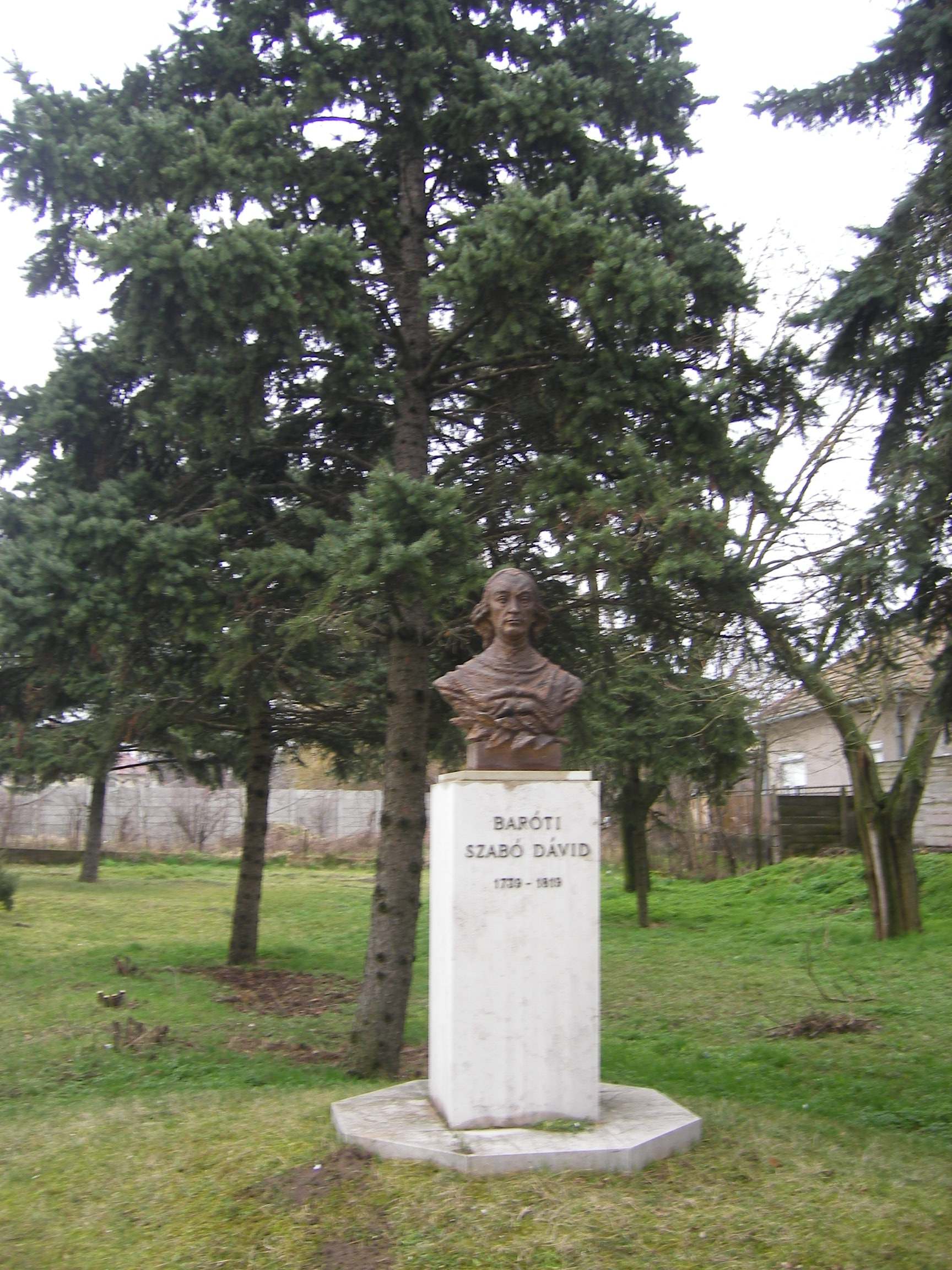
Baróti Szabó Dávid mellszobra Marcelházán

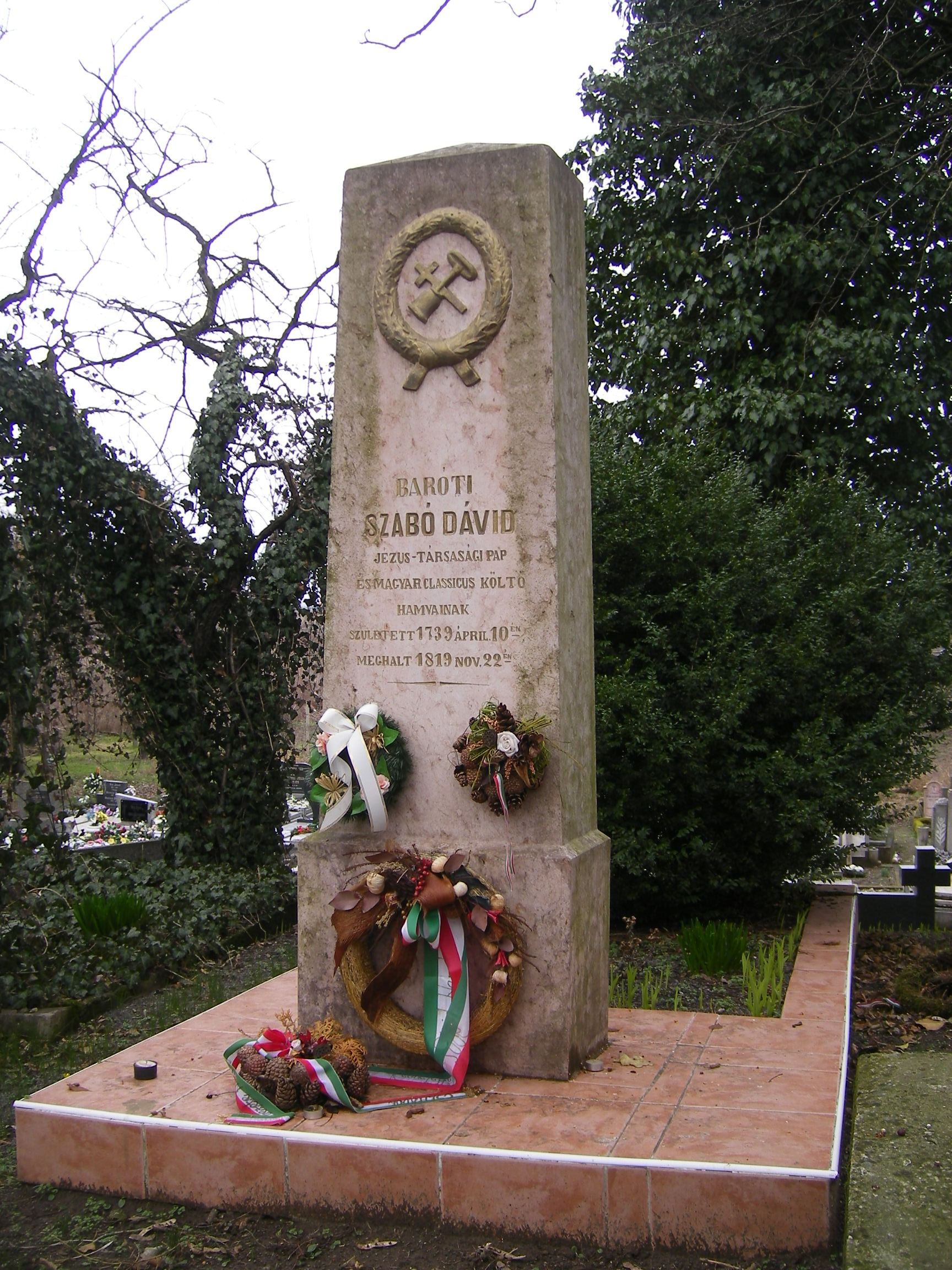
Baróti Szabó Dávid sírja a virti temetőben

Társ volt a kassai Magyar Museum kiadásában, amelynek nyolc negyedében (1788–1792 között) számos verse mellett szemelvényeket közölt Milton Elvesztett paradicsomából, Vergilius első eklogáját, valamint egy alexandrinekben irt epistolát Batsányihoz (II. 135–37.), amelyet azonban munkái későbbi kiadásaiba nem vett fel. Több verse jelent meg a Magyar Hírmondóban (1781–1782, 1792–94.)
Művei kiadás szerint:
- Uj mértékre vett külömb verseknek három könyvei. Kassa, 1777 (Ism. M. Hirmondó 1780. 3. sz. 2. kiadása: Vers-Koszorú és 3. kiadása: Költeményes Munkái alatt)
- Paraszti majorság, melyet Vaniereből hat lábbal mérséklett magyar versekbe foglalt. uo. 1779–80. Két kötet. (Ism. M. Hirmondó 1780. 78. sz. Megjobbított kiadás egy kötetben Uo. 1794)
- Kisded szótár, mely a ritkább magyar szókat az abc rendi szerént emlékeztető versekben előadja. uo. 1784 (2. kiadás. uo. 1792. Ez egészen uj munka, sokkal bővebb s tisztán szótár alaku.) az 1792-es, 2. kiadás a MEK-ben
- Vers-Koszorú, melyet az uj mértékre vett, s idővel megegyengetett és későbben készült verseiből kötött. uo. 1786. Három szakasz.
- Ki nyertes a hangmérséklésben? Az erdélyiek nyelvjárása szerént. uo. 1787
- Költeményes munkái. uo. 1789. Két kötet. (E sok ujat foglaló kiadásban jött ki először teljesen: Az elvesztett paradicsom, hat énekben. Megjobbított és bőv. kiadás. Komárom, 1802)
- Méltóságos báró generalis Orczy Lőrinczi úrnak halálára. A bús hazához. Pest, 1789
- Baróti Szabó Dávid költeményes munkáji. Utolsó ki-adás; Ellinger János, Kassán, 1789
- Abauj vármegye ünnepe napjára (Két magyar hazafi érzékenységei t. n. Abauj-vármegye örömünnepén. Sz. György hava 16. napján 1790. cz. füzetben Bacsányi költeményével.)
- A magyar lovassághoz (a török háborúban szerzett dicsőségéről. Versek, 1789) Hely n., 1790
- Örvendező vers t. n. Szabolcs vármegye örömünnepére. Pünkösd hava 30. 1791, Kassa
- Kisded szó-tár; 2. bőv. kiad.; Ellinger Ny., Kassa, 1792
- Szabad kir. Kassa városához, midőn kir. főhg. József Magyarország nádorispánja a Tiszán innen felkelt nemes vitézeket megtekintvén, abba legelőször beszállana. uo. 1797
- Ortographia és grammatikabéli észrevételek a magyar prosodiával együtt. Komárom, 1800
- Meg-jobbított, 's bővíttett költeményes munkáji, 1-3.; Weinmüller Ny., Komárom, 1802
- Baróti Szabó Dávid költeményes munkái. 2-3.; s. n., Pozsony, 1803
- A' magyarság virági; Weinmüller Ny., Komárom, 1803
- Virgilius Énéisse első kötete, vagy is az I-V. könyvek. Bécs, 1810, melyre a második kötet, a VI-XII. könyveket s a tiz eklogát magában foglalva, Pesten következett 1813-ban
- Hátrahagyott költeményeiből a Reményben (1851) és a Sürgönyben (1865, 221.) jelent meg egy-egy; kiadatlan irataiból Ágoston József és Koltai Virgil közöltek a Figyelőben (XII. XIII. 1882) verseket és leveleket; Kazinczyhoz prózában és versben irt levelei megjelentek a Kazinczy Ferencz levelezése I. kötetében és a Horváth Ádámhoz írott, annak válaszával uo. az 580. l.
- Vergilius Aeneise. 1-3. füz.; ford. Baróti Szabó Dávid, kiad. Radó Antal, Tóth Rezső; Lampel, Bp., 1901 (Magyar könyvtár)
- Vergilius Aeneise; ford. Baróti Szabó Dávid, bev., jegyz. Tóth Rezső, szöv. revideál. Radó Antal; Lampel, Bp., 1907 (Remekírók képes könyvtára)
- Deákos költők. 1. köt. Rajnis, Baróti Szabó, Révai versei; kiad. Császár Elemér; Franklin, Bp., 1914 (A Kisfaludy-Társaság nemzeti könyvtára)
- Pásztori magyar Vergilius. Publius Vergilius Maro eclogáinak teljes szövege; összeáll., tan. Trencsényi-Waldapfel Imre, Baróti Szabó Dávid et al. fordításaival; Officina, Bp., 1938 (Kétnyelvű klasszikusok)
- Stefan Korbel: Visszatekintő elmélkedés az iszonyatos földrengésről; ford., utószó Varga Imre / Baróti Szabó Dávid: A komáromi főldindúlásról; Európa–Madách, Bp.–Bratislava, 1981
- Jer, magyar lantom; összeáll., szövgond., utószó, jegyz. Zalabai Zsigmond; Lilium Aurum, Dunaszerdahely, 1994
- Kisded szótár; bev. Egyed Emese; hasonmás kiad.; Tortoma, Barót, 2009
- Futó versek, 1810. Munkapéldány; sajtó alá rend., utószó Hubert Ildikó; Széphalom Könyvműhely, Budapest, 2019
- Kisded szó-tár. Ódon szavak szótára 1792-ből; Tinta, Budapest, 2021 (Mesterművek)
- Baróti Szabó Dávid költeményes munkái, 1-2.; sajtó alá rend., utószó Hubert Ildikó, latin szöveggond. Szelestei N. László; Tortoma, Barót, 2023
  - 1. Alapversek
  - 2. A költemények lelőhelyei, variánsai és magyarázatok, mutatók

Arcképét Klimesch festette és Kohl Cl. metszette rézbe; megjelent Költeményes munkái előtt.

## Emlékezete
Szülővárosában, Baróton a középiskola és a Baróti Szabó Dávid Emlékbizottság és Alapítvány viseli nevét.